# Vulgichneumon deceptor
Vulgichneumon deceptor är en stekelart som först beskrevs av Giovanni Antonio Scopoli 1763.  Vulgichneumon deceptor ingår i släktet Vulgichneumon och familjen brokparasitsteklar. Arten är reproducerande i Sverige. Utöver nominatformen finns också underarten V. d. nigricoxis.